# 不思議女人
是一部2017年電影，為智利導演賽巴斯蒂安·雷里奧執導的劇情長片，入選第67屆柏林電影節主競賽單元，該片榮獲第90屆奧斯卡金像獎最佳外語片獎。該片女主角由丹妮娜·維嘉飾演，是一位著名的跨性別人士，早前獲得Fenix Film Award電影大獎的最佳女主角，演技備受肯定。

## 劇情大綱
跨性別女性瑪麗娜在餐廳擔任服務生，並在另一家餐廳駐唱，她的男友奧蘭多是位企業家，兩人在餐廳慶祝瑪麗娜生日，並約好十日後到伊瓜蘇瀑布遊玩，因為奧蘭多不小心把機票忘在某間三溫暖內，然而當晚奧蘭多因為動脈瘤而過世。醫師因為瑪麗娜是跨性別者而不信任她，甚至報警處理。瑪麗娜聯絡了奧蘭多的弟弟蓋伯，讓他處理後事，蓋伯也是奧蘭多的家人中對她最友善的一位。
在奧蘭多死後，瑪麗娜遭受連串不友善的對待。奧蘭多的前妻蘇妮雅認為瑪麗娜是喀邁拉，不允許她去奧蘭多的靈堂；奧蘭多的兒子布魯諾則認為父親瘋了，並將瑪麗娜視為潛在犯罪者。兩人聯絡瑪麗娜，討論如何處理奧蘭多的遺產，包括瑪麗娜居住的公寓、使用的汽車，以及奧蘭多送給瑪麗娜的寵物狗小蒂。瑪麗娜搬出公寓，把汽車給蘇妮雅，但她不願把小蒂交給布魯諾。此外，瑪麗娜還拿到了奧蘭多的三溫暖置物櫃鑰匙，但她不知道是哪間三溫暖。
警探亞莉安娜懷疑瑪麗娜蓄意或過失導致了奧蘭多的死亡，要求她接受醫師檢驗，並且不信任她的說詞。在醫師的要求下，瑪麗娜被拍下正面裸身的照片，以證明在奧蘭多出事當晚，兩人並未有肢體衝突。瑪麗娜發現小蒂不見了，但她不想再和警察有所牽扯，因此沒有報警。她透過花籃業者得知奧蘭多的告別式會場，但入場後隨即被趕走，蓋伯向她道歉，但布魯諾和他的朋友把瑪麗娜強擄上車，羞辱她一番後用膠帶纏住她的臉，並將她丟到暗巷。
瑪麗娜到夜店抒發情緒。在瑪麗娜工作時，她看到顧客的置物櫃鑰匙，得知奧蘭多將機票遺落在哪間三溫暖後，她進入男性三溫暖間，但置物櫃內空無一物。她趕到奧蘭多的葬禮會場，儀式已經結束，在奧蘭多火化前，瑪麗娜見到他最後一面。之後，瑪麗娜拿回了她的狗，也實現了成為歌唱家的夢想。

## 榮譽
| 類別           | 頒獎日期       | 獎項                | 名字                            | 結果 | 參考   |
| -------------- | -------------- | ------------------- | ------------------------------- | ---- | ------ |
| 柏林影展       | 2017年2月18日  | 泰迪熊獎–最佳劇情片 | 《不思議女人》                  | 獲獎 | [ 10 ] |
| 柏林影展       | 2017年2月18日  | 最佳劇本銀熊獎      | 賽巴斯蒂安·雷里奧、Gonzalo Maza | 獲獎 | [ 11 ] |
| 柏林影展       | 2017年2月18日  | 金熊獎              | 《不思議女人》                  | 提名 | [ 11 ] |
| 國家評論協會獎 | 2017年11月28日 | 五大外語片          | 《不思議女人》                  | 獲獎 | [ 12 ] |
| 金球獎         | 2018年1月7日   | 最佳外語片          | 《不思議女人》                  | 提名 | [ 13 ] |
| 奧斯卡金像獎   | 2018年3月4日   | 最佳外語片          | 《不思議女人》                  | 獲獎 | [ 14 ] |
| 獨立精神獎     | 2018年3月3日   | 最佳外國影片獎      | 《不思議女人》                  | 獲獎 | [ 15 ] |

## 外部連結
- 開眼電影網上《不思議女人》的資料（繁體中文）
- 豆瓣电影上《普通女人》的資料 （简体中文）
- 时光网上《普通女人》的資料（简体中文）
- AllMovie上《不思議女人》的资料（英文）
- 爛番茄上《不思議女人》的資料（英文）
- Box Office Mojo上《不思議女人》的資料（英文）
- Metacritic上《不思議女人》的資料（英文）
- 互联网电影数据库（IMDb）上《不思議女人》的资料（英文）